# Joe Killian
Joseph „Joe“ Killian (* 10. April 1927 in Bridgeport, Connecticut; † 1. Mai 2013 in New Braunfels, Texas) war ein US-amerikanischer Jazzpianist und -organist.
Killian stammte aus einer Musikerfamilie und leistete während des Zweiten Weltkriegs den Militärdienst bei der US-Marine ab. In der Nachkriegszeit arbeitete er u. a. mit Jimmy Ford, Dexter Gordon, Sonny Stitt, Charlie Shavers, Tino Contreras, Curtis Fuller, Stuff Smith, Clifford Scott, Kansas Fields, Don Wilkerson und Wilbur Ware. Er wirkte u. a. auch bei Aufnahmesessions seines Sohnes, des Jazz-Saxophonisten Stan Killian, mit (Deep Down, 2002), mit dem er im Raum San Antonio auftrat. Killian starb Anfang Mai 2013 im Alter von 86 Jahren.